# 5 Figur
5 Figur – zespół rzeźb plenerowych z 2005, autorstwa Magdaleny Abakanowicz, zlokalizowany na terenie Dziedzińca Różanego Zamku Cesarskiego w Dzielnicy Cesarskiej w Poznaniu.
Na zespół składa się pięć rzeźb żeliwnych o wadze około 600 kg każda i wysokości 185 cm. Przedstawiają antropomorficzne istoty bez głów zbliżone wyglądem do znacznie większej realizacji artystki – Nierozpoznanych, stojących na poznańskiej Cytadeli.
Autorka za pomocą dzieła przedstawia obraz zatomizowanego społeczeństwa początków XXI wieku, w którym ludzie kroczą każdy w swoją stronę, ślepi na otoczenie i potrzeby innych.
Rzeźby są własnością fundacji VOX-Artis i zostały oddane Centrum Kultury Zamek w depozyt (na czas nieokreślony). Odsłonięcie odbyło się w maju 2007.
Aktualnie rzeźby znajdują się przy wieżowcu Bałtyk na chodniku od strony ul. Roosevelta na Jeżycach.